# موزه نان آغ‌دام
موزه نان آغ‌دام موزه ای در آغدام، جمهوری آذربایجان بود. این دومین موزه نان در جهان بود و اولین در اتحاد جماهیر شوروی سوسیالیستی بود. در سال ۱۹۹۲ در جریان درگیری قره باغ نابود شد.

## تاریخ
ایده تأسیس موزه نان متعلق به اولین دبیر کمیته حزب منطقه، صادق مرتضایف است. کارهای ترمیم و مرمت آسیاب که از سال ۱۹۸۲ آغاز شده بود در سال ۱۹۸۳ به پایان رسید. اولین بار در ۲۵ نوامبر ۱۹۸۳ از این موزه بازدید شد.
نیروهای مسلح ارمنستان دو بار موزه را موشک باران کردند. گرچه اولین موشک که به سالن سوم نمایشگاه برخورد کرد منفجر نشد. موشک دوم در ۱۲ اوت ۱۹۹۲ در ساعت ۱۶:۴۰ دقیقه به زمین‌خورد. زاهد ولی یف، بازپرس ارشد دادستانی بین ناحیه قره باغ، در مواد پرونده جنایی شماره ۶۴۵۲۵ گفت که در ۱۲ اوت ۱۹۹۲، یک موشک از روستاهای خان آباد و نخچیوانیک در منطقه عسکران سابق آغدم شلیک شد، و یکی از موشکها به موزه نان افتاد. در نتیجه عدم توانایی در اطفا حریق، حدود ۱۵۰۰ اقلام نمایش شده در موزه سوزانده شد.

## طرح
این موزه بر اساس یک آسیاب تأسیس شد که توسط محمد قارایف، یکی از فرزندان مشهور این منطقه در اواخر قرن نوزدهم ساخته شد. این بنا توسط کشور به عنوان یک بنای یادبود از فرهنگ محلی محافظت می‌شد. طراحی‌های انجام شده برای موزه توسط تیمی به هدایت ادوارد کروپکین، کارمند بخش طراحی هنری وزارت فرهنگ انجام شد. ریاست این هیئت را ساریا اسمایلوا، رئیس بخش موزه بر عهده داشت. این موزه از سه بخش اصلی تشکیل شده بود. ورودی مستقیماً به سالن تابستانی باز می‌شد. یک فواره کوچک در وسط سالن نیمه پوشیده وجود داشت. همچنین امکان انتقال کافه «سنبل»، هم به آشپزخانه و هم به دو اتاق غذاخوری کوچک امکان‌پذیر بود. سالن نمایشگاه در حال ورود به سالن و گردش به چپ بود. ورودی دوم موزه نیز وجود داشت که به دفتر اداره منتهی می‌شد. از آنجا که سالن نمایشگاه بلند بود، بعضی از آن به طبقات فوقانی تقسیم می‌شد. یک اتاق اداری ۲۰ متر مربع با سرسرا در سمت چپ درب ورودی قرار داشت. از بالای آن مکان ورودی به حیاط پشتی موزه وجود داشت. در موزه، نمایشگاه‌های دیگری نیز نگهداری می‌شد. تخته‌های سرامیکی داخل موزه متناسب با جو آسیاب ساخته شده بودند. ۸۰ هزار روبل برای کارهای طراحی داخل موزه هزینه شد.

## نمایشگاه‌ها
اولین سالن نمایشگاه ۸۰ متر مربع (۸۶۰ فوت مربع)، دومی ۳۰ متر مربع (۳۲۰ فوت مربع) در سالن اول یک آسیاب مکانیکی با ظرفیت آسیاب کردن ۸–۱۰ تن گندم در روز وجود داشت. در اینجا پاک کننده غلات "Trier" نیز وجود دارد که در دهه ۳۰ قرن گذشته مورد استفاده قرار گرفت. در سالن نمایشگاه دوم نمایش ابزارهایی وجود داشت - بال، پا، چینی، واگن، آسیاب دست‌ساز (کیرکیرا) از قرن دوم و آسیاب دانه ای به نام "چارچار". 
از پلکان چوبی در سمت راست راهرو برای صعود به طبقه دوم استفاده شده بود. محصولات ساخته شده از آرد، از جمله نان‌های پخته شده در گنجه، نخجوان، قره باغ، گرجستان، ارمنستان، داغستان و سمرقند در اینجا به نمایش گذاشته شد. علاوه بر این، ظروف قدیمی قابلمه و آشپزخانه در سالن پایین به نمایش گذاشته شد. سالن بعدی منحصراً به مسائل دانه کاری و کشاورزی اختصاص داشت. انواع مختلفی از غلات، گندم، کارت نان که در طول جنگ به کودکان داده می‌شد و همچنین نقشه آذربایجان ساخته شده از گندم وجود داشت.
همچنین یک کارمند آسیابان در میز کارمندان موزه مستقر شد. هدف این بود که آسیاب همواره آماده کار و با نظم خوبی نگاهداری شود تا محصولات آماده به مهمانان تحویل داده شود. قدیمی‌ترین اقلام نمایش داده شده در موزه، دانه‌های گندم هزاره هفتم قبل از میلاد بود. گرچه گندم توسط آکادمیسین امام مصطفایف به موزه ارائه شد، اما غلات توسط باستان‌شناس مشهور، عضو متناظر آکادمی ملی علوم آذربایجان، پروفسور ایده‌آل نریمانوف در حفاری‌های انجام شده در تپه چالقان در روستای آفتلی در آغ‌دام کشف شد. بعداها فقط دانه‌های گندم سخت شده حفظ شدند و توسط چیمناز علیوا، که به عنوان رئیس بخش فرهنگی کار می‌کرد، به موزه تاریخ آذربایجان منتقل شدند.